# Націонал-католицизм

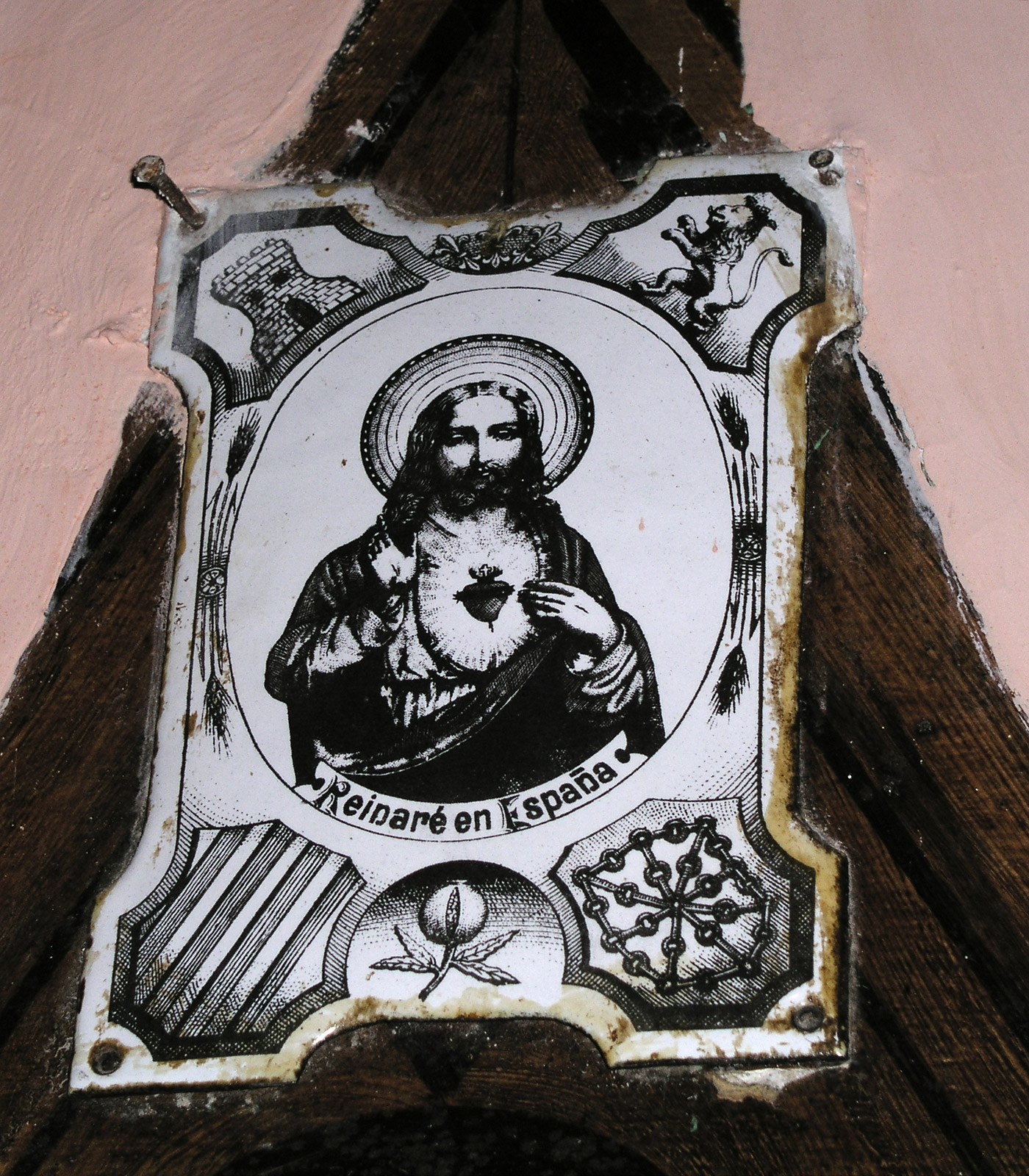
Зображення Царя-Христа з написом виразу «Я буду царювати в Іспанії» (Reinaré en España).

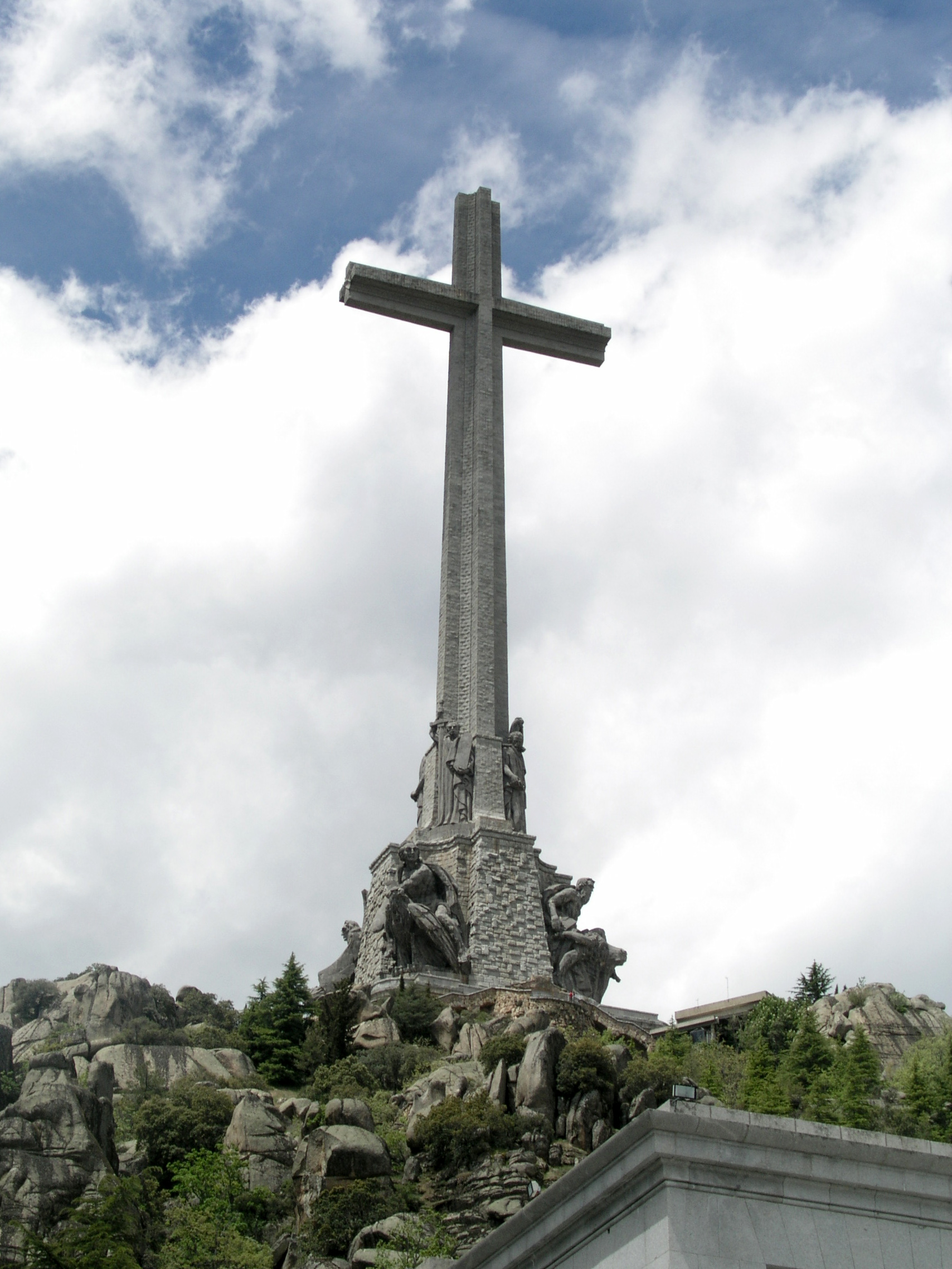
Розп'яття розміром у 150 метрів на Долині полеглих, побудоване у 1940-59 роках, є найвищим у світі.

Націонал-католицизм (ісп. nacionalcatolicismo) — частина ідеологічної ідентичності франкізму, політичної системи, з якої диктатор Франсіско Франко керував Іспанією між 1939 і 1975 роками. Його найпомітнішим проявом була гегемонія, яку мала католицька церква у всіх аспектах державного і приватного життя. Як символ ідеологічних розбіжностей всередині франкізму, його можна протиставити націонал-синдикалізму (іспанська: nacionalsindicalismo), який є найважливішим компонентом ідеології і політичної практики фалангістів.

## Історія
У 1920-х роках у Франції подібну модель націонал-католицизму висунула Національна католицька федерація, сформована генералом Едуардом Кастельно. Хоча в 1925 році вона досягла мільйона членів, вона мала недовговічне значення, опустившись у невідомість до 1930 року.
В Іспанії франкістська держава ініціювала проект в 1943 році щодо реформування університету. Він отримав назву Університетського регулюючого закону (У. Р. З.), який діяв до 1970 року.
У.Р.З. представляв ясну політизацію університету на службі націонал-католицьких заповідей нового режиму. Хоча не було явного виключення жінок з вищої освіти, їх присутність на університетському рівні не заохочувалося і не визнавалося протягом двох перших десятиліть режиму.

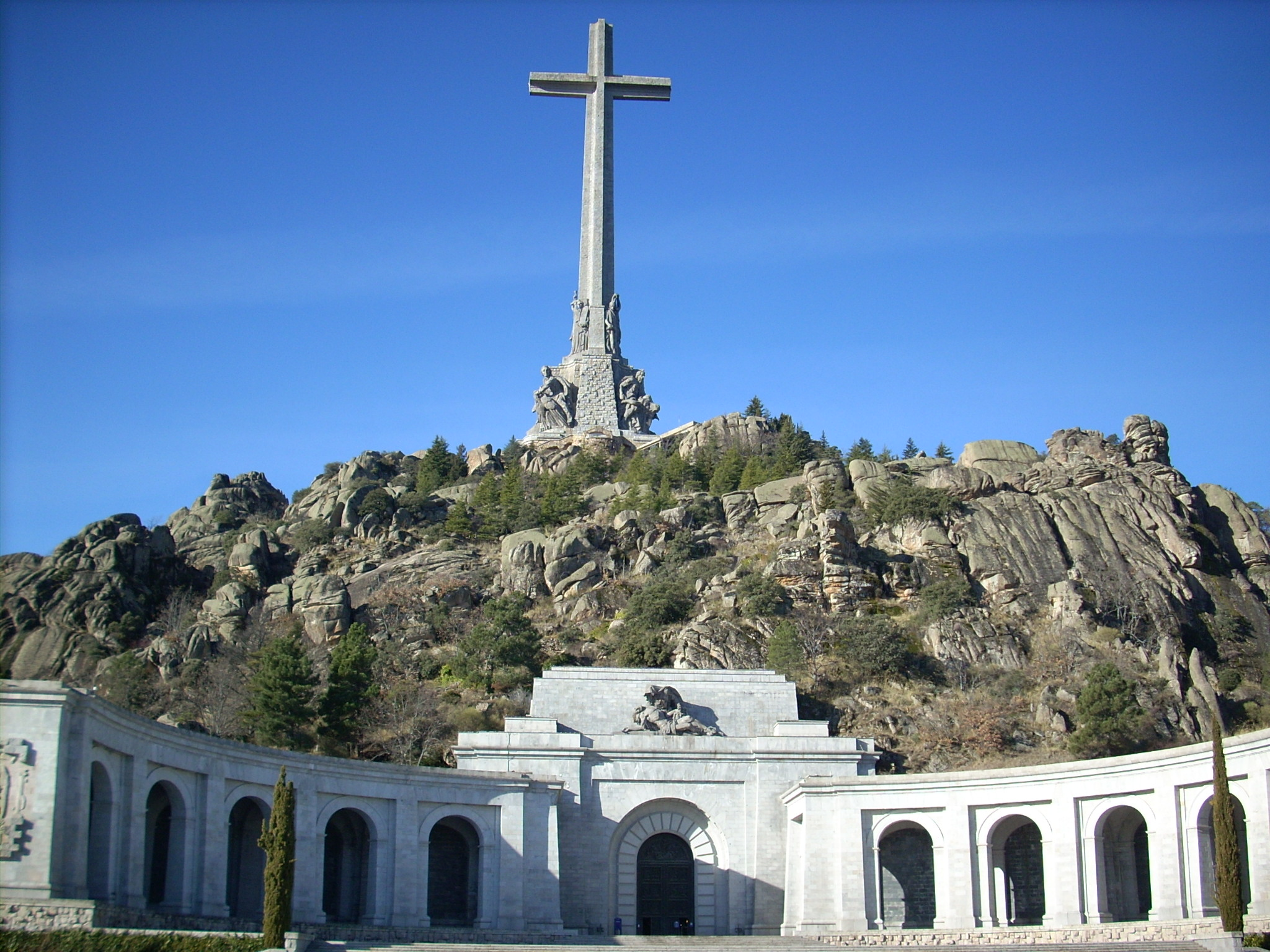
Долина Полеглих в Ель-Ескоріалі, зразкова споруда епохи Франко.

У 1930-х і 1940-х роках хорватський рух Усташі Анте Павелича дотримувалося аналогічної ідеології, хоча його називали іншими назвами, включаючи «політичний католицизм» та «католицьке хорватство». Інші країни центральної та східної Європи, де подібні рухи франкістського натхнення поєднували католицизм з націоналізмом: Австрія, Польща, Литва та Словаччина.